# Seudre
Seudre [södr] je řeka ve Francii. Je dlouhá 68,2 km, její povodí má rozlohu 855 km² a průměrný průtok dosahuje 0,96 m³. Pramení nedaleko města Saint-Genis-de-Saintonge v nadmořské výšce 34 m, protéká územím departementu Charente-Maritime a ústí do Biskajského zálivu naproti ostrovu Oléron. Řeka protéká obcemi Corme-Écluse, Saujon, La Tremblade a Marennes, okolní oblast se nazývá Santoigne. Seudre je splavná na dolních 25 kilometrech. Canal Bridoire, dlouhý 39 km, ji spojuje s dolním tokem řeky Charente. V roce 1972 byl přes estuár řeky vybudován most Pont de la Seudre. Brakické močály na dolním řeku Seudre jsou využívány k produkci ústřic.